# Breton vannetais
Le breton vannetais est la variété de breton parlée dans la partie bretonnante du Morbihan et de la Loire-Atlantique[réf. nécessaire], à l’exception des cantons du Faouët et de Gourin (où l’on parle cornouaillais). Les communes finistériennes d'Arzano, Rédéné et Guilligomarc'h et les communes costarmoricaines de Mellionnec, Lescouët-Gouarec, Perret et Plélauff parlent aussi vannetais. La variante du breton autrefois parlé dans la région de Loudéac semble avoir aussi été vannetaise comme le montrent[Quoi ?] certains noms de lieux[réf. nécessaire].
Le Pays vannetais est l’autre région de grande tradition littéraire en langue bretonne, avec le Léon. En effet, ce pays correspondait à l'évêché de Vannes (du moins à sa partie bretonnante) et ses prêtres, étant formés au séminaire de cette ville, y apprenaient à lire et écrire le breton local. Qui plus est, nombre de ces prêtres furent également écrivains.
Aujourd’hui, le breton vannetais est souvent ignoré des apprenants et laissé de côté par les professeurs, car il présente des caractéristiques trop spécifiques par rapport aux autres dialectes bretons (majoritaires). Cependant plusieurs méthodes (par exemple la méthode Assimil de Fañch Morvannou) présentent à la fois le KLT et le vannetais. Enfin, d'autres méthodes, tel Selaou, Selaou de Mona Bouzec, présentent entre autres le cornouaillais de la frontière avec le vannetais (de Riec-sur-Belon à Gourin et au Faouët), qui partage certains traits avec le vannetais (palatalisation de certains sons, chuintement de certains s, etc.)
Ce dialecte présente un intérêt, à la fois pour le linguiste parce qu’il est sans conteste, avec le léonard, l'un des dialectes bretons les plus archaïques pour sa syntaxe, sa morphologie et sa phonologie ; et pour l'amateur de chant populaire ou de conte pour ses caractéristiques musicales et son « esprit »[Interprétation personnelle ?], relativement éloigné de ceux du Centre-Bretagne ou du Léon.

## Orthographes
Diverses orthographes vannetaises standard se sont succédé jusque dans le milieu du XXe siècle, et il arrive encore que certaines personnes les utilisent. Ensuite sont apparues des graphies-orthographes désireuses d'intégrer le vannetais, notamment l'orthographe unifiée dite peurunvan fondée sur une volonté d'unification du KLT et de l'orthographe vannetaise traditionnelle, et dénommée également KLTG (G pour Gwened = Vannes). Certains pensent que le vannetais et le KLT sont trop différents pour qu’une seule et même orthographe puisse convenir à les noter phonétiquement de manière satisfaisante. 
Cependant la graphie skolveurieg du vannetais est proche de la graphie skolveurieg du KLT.
Toutefois, l'orthographe interdialectale (dite etrerannyezhel) se prête beaucoup mieux à l'écriture du vannetais, surtout depuis sa version de 2003 améliorée par Albert Deshayes. On écrit par exemple marw pour [marɥ] au lieu de marv ou maro, ou eneñv que le KLT prononce [ʻe:ne] mais le vannetais prononce [injã]. On note également des changements dans les conjugaisons simples comme emañ, contraction de ema-eñ(v), qui devient simplement ema en interdialectale puisque le vannetais usite encore la forme ema sans nasalisation, ainsi que de la forme féminine ema-hi.
La majorité des écrivains et auteurs vannetais d'aujourd'hui utilisent le peurunvan : Daniel Doujet, François Louis, Daniel Carré, Jorj Belz (qui a également écrit en orthographe vannetaise traditionnelle), Herri ar Borgn (a également écrit en orthographe traditionnelle et en interdialectale).

## Dialectes

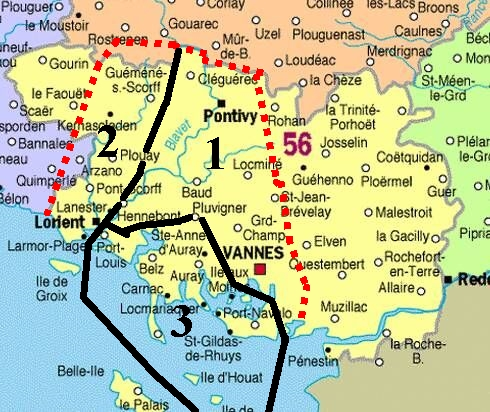
Carte schématique des zones linguistiques du vannetais.
1: haut-vannetais ; 2: bas-vannetais ; 3: vannetais littoral.

Nombreuses sont les divergences entre vannetais et KLT : les deux ont connu une évolution en partie différente, à partir de l’époque du vieux-breton.
Le vannetais lui-même se divise en trois sous-dialectes : 
- le haut-vannetais (Pontivy, Vannes, Baud...),
- le bas-vannetais (entre la rivière Ellé et une ligne reliant Hennebont, Bubry et Cléguérec),
- le vannetais du littoral (qui est une variante du haut-vannetais) (littoral morbihannais, de Vannes à Port-Louis, Auray, Carnac, Quiberon, Arzon ainsi que les îles).

## Morphologie du breton vannetais

### Morphologie verbale
Voici les paradigmes des verbes vannetais, conjugaison marquée (la marque de personne est incluse dans la forme verbale – c’est par exemple la forme qu’on utilise au négatif en général). Les particules verbales (souvent utilisée à l'affirmatif) ne figurent pas dans le tableau. Certaines formes verbales se rencontrent ordinairement avec leur première lettre mutée. La première ligne est en peurunvan, et la deuxième en graphie traditionnelle (quasiment phonétique). L’abréviation BV précède les variantes bas-vannetaises. Attention : seul le vouvoiement est d'usage en bas-vannetais.
|                                  |             | Verbe régulier (dire)                                       | être                                   | avoir                                                       | aller                             |
| -------------------------------- | ----------- | ----------------------------------------------------------- | -------------------------------------- | ----------------------------------------------------------- | --------------------------------- |
| Présent ponctuel                 | je          | -                                                           | on / oun (BV)                          | ’m eus em es                                                | -                                 |
| Présent ponctuel                 | tu          | -                                                           | ous                                    | ’teus ’tes                                                  | -                                 |
| Présent ponctuel                 | il          | -                                                           | eo ; ema é ; é ma                      | en deus en des / ’nes (BV)                                  | -                                 |
| Présent ponctuel                 | elle        | -                                                           | eo ; ema é ; é ma                      | he deus hé des, ’des / hi'des (BV)                          | -                                 |
| Présent ponctuel                 | nous        | -                                                           | omp omb                                | hon eus hun es / ni'bes (BV)                                | -                                 |
| Présent ponctuel                 | vous        | -                                                           | oc'h oh                                | ho peus, hoc'h eus hues / ‘pes (BV)                         | -                                 |
| Présent ponctuel                 | ils, elles  | -                                                           | int                                    | o deus ou des / hè'des (BV)                                 | -                                 |
| Présent ponctuel                 | Impersonnel | -                                                           | oar, eur oér                           | eus es                                                      | -                                 |
|                                  |             |                                                             |                                        |                                                             |                                   |
| Présent progressif               | je          | on é lâret on é laret                                       | -                                      | -                                                           | on é vonet                        |
| Présent progressif               | tu          | ous é lâret ous é laret                                     | -                                      | -                                                           | ous é vonet                       |
| Présent progressif               | il          | ema é lâret é ma é laret                                    | -                                      | -                                                           | ema é vonet é ma é vonet          |
| Présent progressif               | elle        | ema é lâret é ma é laret                                    | -                                      | -                                                           | ema é vonet é ma é vonet          |
| Présent progressif               | nous        | omp é lâret omb é laret                                     | -                                      | -                                                           | omp é vonet omb é vonet           |
| Présent progressif               | vous        | oc'h é lâret oh é laret                                     | -                                      | -                                                           | oc'h é vonet oh é vonet           |
| Présent progressif               | ils, elles  | emaint é lâret é mant é laret                               | -                                      | -                                                           | emaint é vonet é mant é vonet     |
| Présent progressif               | Impersonnel | oar é lâret oér é laret                                     | -                                      | -                                                           | oar é vonet oér é vonet           |
|                                  |             |                                                             |                                        |                                                             |                                   |
| Présent habituel                 | je          | lâran laran                                                 | be(za)n vèn                            | ’m bez ’m bé / ’mè (BV)                                     | an                                |
| Présent habituel                 | tu          | lârez laréz                                                 | be(ze)z véz                            | ’tez ’té                                                    | ez éz                             |
| Présent habituel                 | il          | lâr lar / lara (BV)                                         | be(z) ’vé / vè, ùè (BV)                | en devez ’n devé / 'nè (BV)                                 | a                                 |
| Présent habituel                 | elle        | lâr lar / lara (BV)                                         | be(z) ’vé / vè, ùè (BV)                | he devez hé devé / hi'dè (BV)                               | a                                 |
| Présent habituel                 | nous        | lâromp laramb                                               | be(zo)mp ’vèmb / vèmb, ùèmb, ùimb (BV) | hor bez hur bé / ni'bè (BV)                                 | eomp amb                          |
| Présent habituel                 | vous        | lârit laret                                                 | be(ze)c'h ’vèh                         | ho pez hou pé / ’pé (BV)                                    | it et                             |
| Présent habituel                 | ils, elles  | lâront larant                                               | be(zo)nt ’vènt / vènt, ùènt, ùint (BV) | o devez ou devé / hè'dè (BV)                                | eont ant                          |
| Présent habituel                 | Impersonnel | lârer larér                                                 | be(ze)r ’vér                           | bez ’vé / vè, ùè (BV)                                       | eer ér                            |
|                                  |             |                                                             |                                        |                                                             |                                   |
| Imparfait                        | je          | lâren laren                                                 | oan oen                                | ’m boa em boè / 'moè (BV)                                   | aen èn                            |
| Imparfait                        | tu          | lâres lares                                                 | oas oes                                | ’z poa ’toé                                                 | aes ès                            |
| Imparfait                        | il          | lâre laré                                                   | oa oé / oè, oa, ò (BV)                 | en doa en d(ev)oé / 'noè (BV)                               | ae é / è (BV)                     |
| Imparfait                        | elle        | lâre laré                                                   | oa oé / oè, oa, ò (BV)                 | he doa hé d(ev)oé / hi'doè (BV)                             | ae é / è (BV)                     |
| Imparfait                        | nous        | lâremp laremb                                               | oamp oemb                              | hor boa hur boé / ni'boè (BV)                               | aemp emb                          |
| Imparfait                        | vous        | lârec'h lareh                                               | oac'h oeh                              | ho poa hou poé / 'poè (BV)                                  | aec'h eh                          |
| Imparfait                        | ils, elles  | lârent larent                                               | oant oent                              | o doa ou d(ev)oé / hè'doè (BV)                              | aent ent                          |
| Imparfait                        | Impersonnel | -                                                           | -                                      | -                                                           | -                                 |
|                                  |             |                                                             |                                        |                                                             |                                   |
| Futur                            | je          | lârin larein                                                | bin vein                               | ’m bo em bou / 'mo (BV)                                     | in ein                            |
| Futur                            | tu          | lâri lari, larei, laris                                     | bi vi, vei, vis                        | ’z po ha pou                                                | i i, ei, is                       |
| Futur                            | il          | lâro larou / larei (BV)                                     | bo vou / vo, o, ho (BV)                | en do en d(ev)ou / 'no (BV)                                 | ay ei                             |
| Futur                            | elle        | lâro larou / larei (BV)                                     | bo vou / vo, o, ho (BV)                | he do hé d(ev)ou / hi'do (BV)                               | ay ei                             |
| Futur                            | nous        | lârimp lareèmb / larimb (BV)                                | bimp veèmb / vimb, ùimb (BV)           | hor bo hur bou / ni'bo (BV)                                 | imp eèmb / imb (BV)               |
| Futur                            | vous        | lâroc'h, lârot lareèt / larèh (BV)                          | boc'h, beot veèt / vèh, ùèh (BV)       | ho po hou pou / 'po (BV)                                    | eoc'h, eot eèt / èh (BV)          |
| Futur                            | ils, elles  | lârint lareint                                              | bint veint / veint, ùeint, ùint (BV)   | o do ou d(ev)ou / hè'do (BV)                                | aint eint / eint, int (BV)        |
| Futur                            | Impersonnel | -                                                           | -                                      | -                                                           | -                                 |
|                                  |             |                                                             |                                        |                                                             |                                   |
| Conditionnel prés.               | je          | lârehen larehen                                             | behen vehen                            | ’m behe em behé / ’mehè (BV)                                | ahen ehen                         |
| Conditionnel prés.               | tu          | lârehes larehes                                             | behes vehes                            | ’tehe ’tehé                                                 | ahes ehes                         |
| Conditionnel prés.               | il          | lârehe larehé / larehè (BV)                                 | behe vehé / vehè, ùehè (BV)            | en dehe en d(ev)ehé / 'nehè (BV)                            | ahe ehé / ehè (BV)                |
| Conditionnel prés.               | elle        | lârehe larehé / larehè (BV)                                 | behe vehé / vehè, ùehè (BV)            | he dehe hé d(ev)ehé / hi'dehè (BV)                          | ahe ehé / ehè (BV)                |
| Conditionnel prés.               | nous        | lârehemp larehemb                                           | behemp vehemb                          | hor behe hur behé / ni'behè (BV)                            | ahemp ehemb                       |
| Conditionnel prés.               | vous        | lârehec'h lareheh                                           | behec'h veheh                          | ho pehe hou pehé / ’pehè (BV)                               | ahec'h eheh                       |
| Conditionnel prés.               | ils, elles  | lârehent larehent                                           | behent vehent                          | en dehe ou d(ev)ehé / hè'dehè (BV)                          | ahent ehent                       |
| Conditionnel prés.               | Impersonnel | -                                                           | -                                      | -                                                           | -                                 |
|                                  |             |                                                             |                                        |                                                             |                                   |
| Un temps composé (passé composé) | je          | ’m eus lâret em es laret / 'mes laret (BV)                  | on bet / oun pet (BV)                  | ’m eus bet em es bet / 'mes pet (BV)                        | on aet on oeit / oun oeit (BV)    |
| Un temps composé (passé composé) | tu          | ’z peus lâret ’tes laret                                    | ous bet                                | ’teus bet ’tes bet                                          | ous aet ous oeit                  |
| Un temps composé (passé composé) | il          | en deus lâret en des laret / ’nes laret (BV)                | ema bet é ma bet / 'ma pet (BV)        | en deus bet en des bet / ’nes pet (BV)                      | ema aet é ma oeit                 |
| Un temps composé (passé composé) | elle        | he deus lâret hé des laret / hi'des laret (BV)              | ema bet é ma bet / 'ma pet (BV)        | he deus bet hé des bet / hi'des pet (BV)                    | ema aet é ma oeit                 |
| Un temps composé (passé composé) | nous        | hon eus lâret hun es laret / ni'bes laret (BV)              | omp bet omb bet / oumb pet (BV)        | hon eus bet hun es bet / ni'bes pet (BV)                    | omp aet omb oeit / oumb oeit (BV) |
| Un temps composé (passé composé) | vous        | ho peus lâret, hoc'h eus lâret hues laret / ‘pes laret (BV) | oc'h bet oh bet / oh pet (BV)          | ho peus bet, hoc'h eus bet hues bet / ‘pes pet (BV)         | oc'h aet oh oeit                  |
| Un temps composé (passé composé) | ils, elles  | o deus lâret ou des laret / hè'des laret (BV)               | emaint bet é mant bet / 'mant pet (BV) | o deus bet ou des bet / hè'des pet (BV)                     | emaint aet é mant oeit            |
| Un temps composé (passé composé) | Impersonnel | -                                                           | -                                      | -                                                           | -                                 |
|                                  |             |                                                             |                                        |                                                             |                                   |
| Infinitif                        |             | lâret laret                                                 | bout                                   | en devout / kaout en-d(ev)out, kaouit, bout / kaou(e)t (BV) | monet mon(e)t                     |
|                                  |             |                                                             |                                        |                                                             |                                   |
| Participe passé                  |             | lâret laret                                                 | bet bet / pet (BV)                     | bet bet / pet (BV)                                          | aet oeit                          |

## Syntaxe du breton vannetais
Du point de vue de la syntaxe, le breton vannetais présente un grand nombre d’archaïsmes, et quelques innovations également. 
- Le pronom personnel COD est presque systématiquement (sauf au nord-ouest du bas-vannetais, sous influence du cornouaillais) un adjectif possessif, et n’est jamais remplacé par une périphrase avec une préposition. C’est ce qu’on retrouve dans les autres langues brittoniques (gallois, cornique, plus archaïques) et dans les états plus anciens de la langue (moyen breton). 
  - Me ia d’hou kuélet. (Je vais vous voir. « je vais votre voir »).
  - N’hé homprenan ket. (Je ne la comprends pas. « je ne son comprends pas »).
  - É mant doh me hlah. (Ils sont en train de me chercher. « ils sont en train de mon chercher »).
- Dans les phrases dans des temps composés, le pronom COD est, à la 3e personne, à la même forme que le pronom COD, et se place juste avant le participe passé.
  - Me em-es hi kleuet. (Je l’ai entendue. « j’ai elle entendu »).
  - N’ou-des ket éan guélet. (Ils ne l’ont pas vu. « ils n’ont pas il vu »).
- La mutation adoucissante sur les noms et les adjectifs est moins fréquente en vannetais qu’en KLT.
- La mutation par nasalisation a été beaucoup mieux conservée qu'en KLT. S'il ne reste guère que le mot dor > an nor à l'ouest, le vannetais est beaucoup plus systématique : derùenn > en nerùenn, dimezel > en nimezel, etc. Une consonne nasale se retrouve également dans le pronom possessif 1sg : là où le KLT dit ma Doue, ma gar et ma bro, le haut-vannetais use de men Doué, men gar et mem bro. Un n «s'ajoute» devant d et g tandis qu'un m «s'ajoute» devant un b. Il faut moins y voir un «ajout» qu'une survivance de l'ancienne mutation par nasalisation comme on les retrouve en gallois après le possessif fy (ex: brawd > fy mrawd : mon frère ;  desg > fy nesg : mon bureau ; gardd > fy ngardd : mon jardin). En revanche, là où le gallois a conservé cette mutation nasalisante pour les mots commençant par K, T, et P (ex: tad > fy nhad ; mon père), le vannetais a basculé à une mutation spirante : me zad [mə sa:t] / [mə za:t] / [mə ða:t] / [mə r̥a:t].
- L’ordre des mots normal dans les propositions principales ou indépendantes est souvent SVO, 
  - Me zad en des cherret ur vilheten hanter-hant euro (Mon père a ramassé un billet de 50 €).
  - É kér, me zad en des cherret ur vilheten hanter-hant euro (En ville, mon père a ramassé un billet de 50 €).
  - sauf dans les phrases avec le verbe être (où l’on peut commencer par le prédicat, surtout à la 3e personne du singulier, ou par le verbe lui-même, au présent), ou avec le verbe aller (on commence par ce verbe). 
    - Chuih é (il est fatigué, « fatigué il-est »)
    - Éh on é chonjal (je suis en train de réfléchir)
    - Éh an de Uéned (je vais à Vannes)

  - Dans les subordonnées cependant, et dans les phrases interrogatives commençant par un mot interrogatif, comme la conjonction ou le mot interrogatif commence obligatoirement la phrase, le verbe suit, et le sujet vient ensuite.
    - M'em es laret dehé / é tehé Iehann de eih ér (Je leur ai dit / que Jean viendrait à huit heures. « J’ai dit à-eux / que viendrait Jean à huit heures »).
    - Émen é kaveèmb avaleu ?  (Où trouverons-nous des pommes ? « Où trouverons nous pommes ? »)

## Phonologie du breton vannetais
- L’accent tombe généralement sur la dernière syllabe des mots, comme en vieux-breton. Dans la plupart des parlers KLT en revanche l'accent tonique s'est déplacé sur l'avant-dernière syllabe. En bas-vannetais, l’accent tonique est plus faible et mobile, et tombe souvent sur la première syllabe des mots de trois syllabes.
- Les anciennes diphtongues ae et ao sont conservées en haut-vannetais, et réduites à è/é et ô en bas-vannetais. Ex : du lait : HV liah ; BV lèh. Garçon : HV paotr ; BV pôtr.
- L'ancienne diphtongue -oe- est conservée en vannetais alors qu'elle a évolué en /oa/, /a/ en KLT (diskoé, KLT: divskoaz)
- Un w étymologique se prononce /ɥ/ (mais aussi plus rarement /w/) avant un < e > ou un < i > alors qu'il se prononce /v/ en KL (avel) ou /w/ en T (awel).
- K et g se palatalisent généralement quand ils sont suivis de < e >, < i > ou < u >. Ki, keu, gué.
- Devant une voyelle, le pronom possessif votre a gardé sa forme étymologique (hoz) dans l'est du haut-vannetais en prononçant hous avaleù, là où le KLT ne dit plus que ho et rajoute un c'h pour la liaison, donnant hoc'h avaloù.
- L’accent tonique étant sur la dernière syllabe, les syllabes finales sont conservées (contrairement au KLT), ex. : 
  - our : kañnour (KLT kaner),
  - (i)on : soñnerion (HV), zoñnerian/zoñnerien (BV) (KLT sonerien),
  - aou : koèdeu (HV), koèdaou (BV) (KLT koajoù).
- Le th étymologique (du vieux-breton) se prononce /h/ en vannetais (mais /z/ en KLT). V-breton cath > Vannetais kah.
- Les /h/ étymologiques se prononcent en BV, mais sont généralement muets en HV.
- -ôn- étymologique vieux-breton devient –an- en vannetais (-eun- en KLT). Lon (plein) > lan. (KLT leun)
- Le groupe  –nt- perd souvent son –n- en milieu de mot : français fontaine > feutan. V-breton *cintam > ketan.
- Le groupe sk- se prononce généralement /ʃ/ devant < é >, < i >, < u >.
- Le s du groupe –st- est toujours chuinté.
- Le –ô- étymologique vieux-breton devient /é/ en haut-vannetais, reste /ô/ dans la région de Carnac, et devient eu en bas-vannetais. Ex : v-breton brodr (frère) > HV brér (sauf dans certaines communes proches du BV), Carnac brôr, BV breur.
- Les < i > en fin de mot et en hiatus sont diphtongués en /ej/ sur le littoral haut-vannetais. Ex : Mari > Marei, un ti > un tei, liés > leiés, etc.
- Pierre Le Roux relève en 1927 que le son [ð] est encore en usage très régulier en haut-vannetais, dans un « triangle » géographique formé par Cléguérec ~ Malguenac, Pluvigner et Saint-Allouestre ~ Saint-Jean-Brévelay, et en usage ponctuel à Belle-île (ainsi qu'à Sein, en dehors du vannetais).(cf: ALBB) Ce que confirme Francis Favereau dans son dictionnaire du breton contemporain. Jean Le Du, dans son Nouvel atlas linguistique de basse-Bretagne relève cet usage toujours vivant dans ce même triangle (recensements effectués entre 1969 et 1997 - cf: entre autres, cartes n°572, 574, 575).

## Vocabulaire du breton vannetais
Voici une liste de quelques mots vannetais emblématiques (en orthographe traditionnelle) que vous pourrez comparer aux mots KLT (et aux mots gallois très proches).
| Français                | Vannetais                                  | Vannetais                                  | Breton KLT                               |
| Français                | haut-vannetais                             | bas-vannetais                              | Breton KLT                               |
| ----------------------- | ------------------------------------------ | ------------------------------------------ | ---------------------------------------- |
| aller                   | monet                                      | monet, mont                                | mont                                     |
| an                      | blé                                        | blé                                        | bloaz                                    |
| arrivé                  | arriù                                      | arriù                                      | erru(et), arru(et)                       |
| autre                   | aral (cf. gallois : arall)                 | erel                                       | all                                      |
| avec ; par              | get                                        | get                                        | gant                                     |
| beaucoup                | paot-mat                                   | ur bochad, hileih                          | kalz                                     |
| bois                    | koèd (cf. gallois : coed)                  | koèd ; koad (ouest du BV)                  | koad                                     |
| celui-ci                | hennen                                     | hinna                                      | hemañ, hennañ                            |
| chaise                  | kadoér (cf. gallois : cadair)              | kadoér (cf. gallois : cadair)              | kador, kadoar                            |
| chanson                 | kanen                                      | zoñnen                                     | kanaouenn, son                           |
| chaud                   | tuem (cf. gallois : twym)                  | tchom                                      | tomm                                     |
| cheval ; chevaux        | jao ; ronsed ; marh, kezeg                 | jao ; ronsed ; marh, kezeg                 | marc’h ; kezeg ; jav                     |
| comme                   | èl, aval                                   | èl, mod                                    | evel                                     |
| contre (emplacement)    | doh                                        | doh                                        | ouzh, oc’h, deus                         |
| cueillir, récolter      | cherreh                                    | jerrah                                     | dastum, daspugn, serriñ                  |
| « de-contre »           | a-zoh, doh                                 | a-zoh, doh                                 | diouzh, dioc’h, deus                     |
| de (origine)            | a                                          | diar, doh                                  | eus, deus, eus a, a                      |
| d’où ?                  | a ven ?, a beban ?, a émen ?               | diar ven ? doh men ?                       | (d)eus pelec’h ?                         |
| « en train de + verbe » | é                                          | é                                          | é ; o                                    |
| être                    | bout (cf. gallois : bod)                   | bout (cf. gallois : bod)                   | bezañ                                    |
| excellent               | ag er choéj                                | ag er choéj                                | eus an dibab, eus ar c'hentañ            |
| faire                   | gobér, gobir, goubir                       | gober                                      | ober                                     |
| festin, banquet         | gloé, gloé freill (cf. gallois : gwledd)   | gloé, gloé freill (cf. gallois : gwledd)   | banvez ar peurzorn, gloez/glez           |
| fini                    | achiù                                      | achiù                                      | echu                                     |
| gens de maison          | goskor (mot rare) (cf. gallois : gosgordd) | goskor (mot rare) (cf. gallois : gosgordd) | mevelien, koskor                         |
| ils, elles              | ind, iè, gi                                | hè, hiè                                    | i, int, int-i                            |
| le grand                | en hani bras                               | en heñi bras                               | an hini bras, an heni bras, an heñi bras |
| mieux                   | guèl                                       | guèl                                       | gwelloc'h, gwell                         |
| pire                    | goah                                       | goèh                                       | gwashoc’h, gwazh                         |
| laver                   | golhein (cf. gallois : golchi)             | golhein (cf. gallois : golchi)             | gwalc'hiñ, gwelc'hiñ                     |
| minuit                  | kreiznoz                                   | hanternoz                                  | hanternoz                                |
| mur                     | magoér (cf. gallois : magwyr), mur         | magoér (cf. gallois : magwyr), mur         | moger, magoar, mur                       |
| où ?                    | é-men ?                                    | men ? ba-ven ?                             | (e) pelec’h ?                            |
| pour                    | aveit, avé                                 | eit, eùit, aùit                            | evit                                     |
| prodige, merveille      | burhud, moliah (cf. gallois : moliaeth)    | burhud, moliah (cf. gallois : moliaeth)    | burzhud, marzh, meuliezh                 |
| quand ?                 | pegours ?                                  | pegours ?                                  | pegoulz ? peur ? pedavare ?              |
| quand même              | ur sort, alkent                            | ur sort, alkent                            | memestra, evelkent                       |
| sans                    | hemb, nemb                                 | hemb, nemb                                 | hep                                      |
| sauf                    | nameit, ’meit                              | nameit, ’meit                              | nemet, ’met                              |
| savoir                  | gouiet                                     | gouiet                                     | gouzout, goût, gouvezout                 |
| venu                    | deit                                       | deit                                       | deuet                                    |
| allé                    | oeit                                       | oeit                                       | aet                                      |
| donné                   | reit                                       | reit                                       | roet                                     |
| fait                    | groeit                                     | groeit                                     | graet                                    |
| sous                    | édan                                       | didand, ba-dan, dizan                      | dindan, indan                            |
| sur                     | àr (cf. gallois : ar)                      | àr (cf. gallois : ar)                      | war                                      |
| tôt                     | kours                                      | kours                                      | abred                                    |
| tout                    | rah, tout                                  | rah, tout                                  | holl, tout                               |